# Somewhere in Afrika
Somewhere in Afrika — одиннадцатый студийный альбом рок-группы Manfred Mann’s Earth Band, выпущенный 18 февраля 1983 года лейблом Bronze Records в Великобритании и лейблом Arista в США. Переиздан в 1999 году с добавлением пяти бонус-треков.

## Об альбоме
Альбом посвящён Южной Африке, родине основателя и руководителя группы Манфреда Манна. Группа демонстрирует новое звучание: привычные хард-роковые мотивы сочетаются с африканскими ритмами. Альбом поднялся до #40 в Billboard 200 и был положительно оценен критикой.
Практически одновременно с выпуском Somewhere in Afrika группа выпустила сингл с композицией «Runner», ставшей очередными хитом и вошедшей в американское издание альбома. Вокал на этой композиции принадлежит Мику Роджерсу, одному из старейших участников группы, ненадолго воссоединившемуся с ней.

## Список композиций

### Британское издание
сторона А
1. «Tribal Statistics» (Qunta) — 4:16
2. «Eyes of Nostradamus» (Эл Стюарт) — 3:28
3. «Third World Service» (Anthony Moore) — 5:18
4. «Demolition Man[англ.]» (Sting) — 3:45
5. «Brothers and Sisters of Azania» (Mann) — 2:46

сторона Б
1. «Africa Suite» (Mann, Irving, Lingwood) — 8:36
a) «Brothers and Sisters of Africa» (Mann) — 3:06
b) «To Bantustan?» (Mann) — 2:36
c) «Koze Kobenini? (How Long Must We Wait?)» (Mann, Irving) — 1:26
d) «Lalela» (Mann, Lingwood) — 1:31
2. «Redemption Song (No Kwazulu)» (Bob Marley) — 7:35
3. «Somewhere in Africa» (Trad arr Mann, Lingwood) — 1:38

Бонус-треки (на переиздании 1999 года)
1. «War Dream» (Mann, Lingwood, Waller, Irving, Laing) — 3:08
2. «Holiday’s Dream» (Mann, Irving, Lingwood, Waller) — 2:40
3. «Redemption Song» (single version) (Marley) — 4:14
4. «Eyes of Nostradamus» (12" single version) (Stewart) — 3:44
5. «Demolition Man» (single version/alternate mix) (Sumner) — 3:44

### Американское издание
сторона А
1. «Demolition Man[англ.]» (Sting) — 3:40
2. «Runner» (Ian Thomas) — 4:40
3. «Rebel» (Reg Laws) — 3:52
4. «Eyes of Nostradamus» (Эл Стюарт) — 3:28
5. «Third World Service» (Anthony Moore) — 3:24

сторона Б
1. «Somewhere in Africa» (Trad arr Mann, Lingwood) — 1:38
2. «Tribal Statistics» (Qunta) — 4:16
3. «Lalela» (Mann, Lingwood) — 1:31
4. «Redemption Song (No Kwazulu)» (Bob Marley) — 4:11
5. «Africa Suite» (Mann, Irving, Lingwood) — 9:54
a) «Brothers and Sisters of Africa» (Mann) — 3:06
b) «To Bantustan?» (Mann) — 2:36
c) «Koze Kobenini? (How Long Must We Wait?)» (Mann, Irving) — 1:26
d) «Brothers and Sisters of Azania» (Mann) — 2:46

## Участники записи
- Манфред Манн — клавишные инструменты, синтезаторы
- Джон Лингвуд — ударные, перкуссия
- Стив Уоллер — гитара, вокал
- Крис Томпсон — вокал
- Мэтт Ирвинг — бас-гитара, программирование (MC4)
- Шона Лэйинг — вокал
- Тревор Рэбин — гитара